# Sport José Pardo
Club Sport José Pardo – peruwiański klub z siedzibą w mieście Tumán leżącym w regionie Lambayeque.

## Osiągnięcia
- Finał Copa Perú: 1971
- Liga de Chiclayo (6): 1947, 1948, 1949, 1956, 1958, 1969

## Historia
Klub José Pardo założony został 19 października 1919 roku. W końcu lat 30. przystąpił do regionalnej ligi Liga de Chiclayo, którą wygrał po raz pierwszy w 1947 roku.
Później klub zmienił nazwę na Unión Tumán de Deportes. Pod nową nazwą klub wziął udział w Copa Peru w 1971 roku, gdzie dotarł do finału, dzięki czemu awansował do pierwszej ligi. W swoim pierwszoligowym debiucie klub zajął 10 miejsce. W 1974 roku Unión Tumán zajął 5 miejsce i wystartował w turnieju Liguilla Pre-Copa Libertadores, będąc bliskim zakwalifikowania się do Copa Libertadores.
W 1975 roku klub zajął w lidze 15 miejsce na 18 uczestników i jako najgorszy zespół spoza Limy spadł z pierwszej ligi. W końcu lat 90. klub wrócił do starej nazwy José Pardo i gra obecnie w lidze Liga Superior de Lambayeque (4 miejsce w 2010 roku).